# پاکسیکو (میزوری)
پاکسیکو (به انگلیسی: Puxico) یک شهر در ایالات متحده آمریکا است که در شهرستان استادار، میزوری واقع شده‌است. پاکسیکو ۱٫۷۶ کیلومتر مربع مساحت و ۸۸۱ نفر جمعیت دارد و ۱۱۴ متر بالاتر از سطح دریا واقع شده‌است.